# Pârâul Purcăreței
Pârâul Purcăreței este un curs de apă, afluent al râului Valea Hotarului. 